# Никола Крунев
Никола Христов Крунев е български военен деец, генерал-майор, участник в Сръбско-българската война (1885) като командир на 16-а рота от 7-и пехотен преславски полк, в Балканската (1912 – 1913) и Междусъюзническата война (1913), като командир на 2-ри пехотен искърски полк и в Първата световна война (1915 – 1918), като командир на 1-ва бригада от 9-а пехотна плевенска дивизия и началник на 9–а дивизионна област.

## Биография
Никола Крунев е роден на 20 май 1863 г. в Берковица. Постъпва на военна служба на 17 октомври 1880 година. През 1883 г. завършва Военно на Негово Княжеско Височество училище в 4-ти випуск и на 30 август е произведен в чин подпоручик. Взема участие в Сръбско-българската война (1885) в която командва 16-а рота от 7-и пехотен преславски полк На 24 март 1886 г. е повишен в чин поручик, през 1888 г. в чин капитан, а през 1899 г. – в чин майор.
През следващата година майор Крунев година завежда домакинството в 19-и пехотен шуменски полк, след което поема командването на 2-ри пехотен искърски полк и на 18 май 1909 г. е произведен в чин полковник.
По време на Балканските войни (1912 – 1913) полковник Крунев командва поверения му преди войните 2-ри пехотен искърски полк, а през Първата световна война (1915 – 1918) първоначално е командир на 1-ва бригада от 9-а пехотна плевенска дивизия, след което служи като началник на 9–а дивизионна област. През 1918 г. със старшинство към 15 август 1917 е произведен в чин генерал-майор.

## Военни звания
- Подпоручик (30 август 1883)
- Поручик (24 март 1886)
- Капитан (1888)
- Майор (1899)
- Подполковник
- Полковник (18 май 1909)
- Генерал-майор (1918, със старшинство от 15 август 1917)

## Награди
- Военен орден „За храброст“ IV степен 2 клас
- Военен орден „За храброст“ III степен 2 клас
- Царски орден „Св. Александър“ V степен без мечове
- Царски орден „Св. Александър“ III степен с мечове по средата
- Народен орден „За военна заслуга“ IV степен
- Орден „За заслуга“ на обикновена лента